# 4483 Petofi
A 4483 Petofi  Hungaria típusú színképpel rendelkező Apollo típusú kisbolygó, melyet Petőfi Sándorról neveztek el. Keringési ideje 973,6527141 nap (2,67 év).

## Története
Ezt a Hungaria típusú kisbolygót infravörös spektruma alapján besorolták az E típusú színképpel rendelkező kisbolygók közé. (Ide tartozik még a névadó 434 Hungaria mellett a 44 Nysa, a 3103 Eger, a 3169 Ostro és a 3940 Larion kisbolygó.) Később azonban vasra jellemző elnyelési vonalat fedeztek fel a színképében, ezért ma nem sorolják az E típusú kisbolygók közé.